# Trnova (Dubrovačko primorje)
Trnova falu Horvátországban, Dubrovnik-Neretva megyében. Közigazgatásilag Dubrovačko primorje községhez tartozik.

## Fekvése
A Dubrovnik városától légvonalban 25, közúton 39 km-re, községközpontjától légvonalban 3, közúton 5 km-re északnyugatra, a Slanóból Metkovićra vezető út mentén, a tengermelléken fekszik.

## Története
Trnova területe már az ókorban lakott volt. Az itt élt első ismert nép az illírek voltak, akik az i. e. 2. évezredtől fogva éltek itt magaslatokon épített erődített településeken és kövekből rakott halomsírokba temetkeztek. Halomsírjaikból több mint harminc található a település határában is. Az illírek i. e. 35-ig uralták a térséget, amikor Octavianus hadai végső győzelmet arattak felettük. A Nyugatrómai Birodalom bukása után 493-tól a keleti gótok uralták a területet. 535-ben Dalmáciával együtt a Bizánci Császárság uralma alá került. A horvátok ősei a 7. században érkeztek Dalmáciába és csakhamar megalapították első településeiket. Ezek elsőként a termékeny mező melletti, ivóvízzel rendelkező helyeken alakultak ki. A Dubrovniki tengermellék hét plébániájával Zahumljéhez tartozott, a zsupán az északnyugatra fekvő Ošljéban székelt egészen az 1241-ben bekövetkezett tatárjárásig. Ezután a zsupán az innen délkeletre fekvő Slanóba települt át és ez a település lett az egész Dubrovniki tengermellék központja. 1399-ben a Dubrovniki tengermellékkel együtt Trnova területe is a Raguzai Köztársaság része lett, amely megvásárolta Ostoja bosnyák királytól.
A Raguzai Köztársaság bukása után 1806-ban Dalmáciával együtt ez a térség is a köztársaságot legyőző franciák uralma alá került, de Napóleon bukása után 1815-ben a berlini kongresszus Dalmáciával együtt a Habsburgoknak ítélte. A környező településekhez hasonlóan a lakosság többsége szegénységben élt, megélhetési forrása a mezőgazdaság és az állattartás volt. A településnek 1857-ben 192, 1910-ben 202 lakosa volt. 1918-ban az új szerb-horvát-szlovén állam, majd később Jugoszlávia része lett. A délszláv háború során 1991. október 1-jén kezdődött a jugoszláv hadsereg (JNA) támadása a Dubrovniki tengermellék ellen. Az elfoglalt települést a szerb erők kifosztották és felégették. 1992. májusáig lényegében lakatlan volt. A háború után rögtön elkezdődött az újjáépítés. 1996-ban újabb csapásként földrengés okozott súlyos károkat. 1997-ben megalakult Dubrovačko primorje község, melynek Trnova is része lett. A településnek 2011-ben 44 lakosa volt, akik főként mezőgazdaságból, állattartásból éltek. Egyházilag a banići plébániához tartoztak.

## Népesség
| Lakosság változása | Lakosság változása | Lakosság változása | Lakosság változása | Lakosság változása | Lakosság változása | Lakosság változása | Lakosság változása | Lakosság változása | Lakosság változása | Lakosság változása | Lakosság változása | Lakosság változása | Lakosság változása | Lakosság változása | Lakosság változása |
| ------------------ | ------------------ | ------------------ | ------------------ | ------------------ | ------------------ | ------------------ | ------------------ | ------------------ | ------------------ | ------------------ | ------------------ | ------------------ | ------------------ | ------------------ | ------------------ |
| 1857               | 1869               | 1880               | 1890               | 1900               | 1910               | 1921               | 1931               | 1948               | 1953               | 1961               | 1971               | 1981               | 1991               | 2001               | 2011               |
| 192                | 197                | 208                | 212                | 190                | 202                | 200                | 184                | 199                | 184                | 160                | 113                | 95                 | 74                 | 45                 | 44                 |

## Nevezetességei
- A Keresztelő Szent János templom[4] a 14. században épült. A 18. században barokk stílusban bővítették és építették át. A település felett található, egyhajós, hosszúkás alaprajzú épület, téglalap alakú apszissal, kelet-nyugati tájolással rendelkezik. A nyugati oldalon található középkori szakrális épületrész a 18. században egy új szélesebb és hosszabb barokk hajóval bővült, a korábbi templom pedig átvette a szentély funkcióját. A templom középkori eredetéről két sírkőtábla maradványai is tanúskodnak. A nyugati főhomlokzatot egy portál tagolja, fölötte rozettával, oldalain pedig kisebb, téglalap alakú ablakokkal. A homlokzat egyetlen harang számára kialakított, íves harangdúcban végződik. A templom durván megmunkált kőtömbökből épült, tetején neregtetővel. A szentély falai vakoltak. Az épületet 1991-ben a szerbek lerombolták, 1997-ben a helyiek újjáépítették.
- A falu felett találhatók a Szent Vid tiszteletére szentelt templom maradványai, a templomot 1670-ben említik először.
- Gradina, ókori erődítmény maradványai
- Ókori halomsírok a település határában

## Gazdaság
A helyi gazdaság a mezőgazdaságon alapul, mellette az állattartás jelentős. Kitűzött cél a falusi turizmus fejlesztése.